# Jan Tons II
Jan (Henneken) Tons (ca. 1500 – na 1569) was een Brussels karton- en landschapsschilder. Er is geen gedocumenteerd werk van zijn hand. Niettemin wordt hij op basis van de toeschrijvingen tot de grondleggers van het landschap in de renaissance gerekend.

## Levensloop
Zijn vader was Jan Tons I en zijn moeder Anna van Gapenbergh. Hij trouwde met Margareta Capellemans en had acht kinderen met haar, onder wie de kunstenaars Jan, Willem en Cornelis.
In het voorjaar van 1527 woonde hij met zijn vader lutherse preken van Claes van der Elst bij in de woningen van Barend van Orley en Pieter de Pannemaker. Het leidde tot een groot proces voor de Raad van Brabant, in afwachting waarvan vader en zoon Tons werden opgesloten in de Steenpoort. Ze kwamen er vanaf met een boete en een bevel om de gemiste zondagsdiensten in te halen op een goed zichtbare plaats in Sint Goedele. Enige jaren later beschuldigde de amman hem opnieuw van luteryen (verdachte geschriften en samenkomsten). Hij werd aangehouden maar kwam er ondanks de recidive zeer licht vanaf (1533). Het laat zich raden dat hij bescherming genoot uit de hoogste hofkringen, voor wie Tons net de Jachten van Maximiliaan had gemaakt.
Zijn goede maatschappelijke positie blijkt uit een tweetal akten van 1557. In de eerste verkoopt hij met zijn vrouw een hofstad (hoeve). In de tweede bevestigt hij als gezworene van het Brusselse schildersambacht de goede oplevering van een kostelijk schilderwerk.

## Werk
Tons had zijn opleiding genoten bij Barend van Orley en werkte met hem rond 1524 aan de kartons van de tapijtreeks Geschiedenis van Romulus en Remus (nu in de KMSKB).
In 1529/30 maakte hij met Passchier Borreman schilderijen voor de kerk van het Brusselse Sint-Pietersgasthuis (polychromeren van retabels).
Volgens de Franse hofhistorici André Félibien en Henri Lauval was Tons degene die rond 1530 de fauna en flora leverde voor de Jachten van Maximiliaan (nu in het Louvre). Lauval noemde hem de grootste landschapsschilder ooit. Zijn bewegende dieren en realistische planten (eiken, berken, druivenranken...) laten er weinig twijfel over bestaan dat hij naar de natuur werkte.
Hij zou ook de ontwerper zijn van de Verdures met dieren (ca. 1550), eerder toegeschreven aan Pieter Coecke van Aelst. Mogelijk kreeg Tons daarbij assistentie van zijn zoon Willem. De tapijtreeks werd besteld door koning Sigismund II van Polen en bevindt zich nog steeds in het Wawelkasteel (44 stukken bewaard).
In opdracht van de Magistraat van Brussel decoreerde hij in 1561 de praalwagen waarmee 't Mariacranske op het Antwerpse landjuweel verscheen. Dat jaar vervaardigde hij ook het decor voor de feestelijke opening van de Willebroekse Vaart.

## Voetnoten
1. ↑  Alphonse Wauters, Bernard van Orley, Parijs, 1893, p. 18-22
2. ↑  André Félibien, Entretiens sur les vies et sur les ouvrages des plus excellents peintres anciens et modernes, 1666, entretien IV: Il avoit sous luy un nommé TONS, grand Païsagiste, qui a travaillé aux Chasses de l'Empereur Maximilien
3. ↑  Henri Lauval, Histoire et recherches des antiquités de la ville de Paris, deel III, 1724, p. 10: Les figures de cette tapisserie sont faites par Jérôme Vancelai [lees: Vanorlai]; les paysages par Toms, le plus grand Paysagiste qui ait jamais été, oncle de Champagne.
4. ↑  Nello Forti Grazzini, "Verdures with Animals", in: E. Cleland, Grand Design. Pieter Coecke van Aelst and Renaissance Tapestry, New York, 2014, p. 335-346
5. ↑  Edmond Roobaert, "Artistieke bedrijvigheid in het paleis op de Coudenberg te Brussel bij het bezoek van de koning en koningin van Bohemen in juli 1556" in: Oud Holland, 2010, nr. 1, p. 10

- RKD-Nederlands Instituut voor Kunstgeschiedenis: 458766